# Gangō-ji
Gangō-ji (jap. 元興寺) – świątynia buddyjska zbudowana w VIII wieku w Narze, w Japonii.